# Encorafenib
Encorafenib, es vendido bajo la marca Braftovi, es un medicamento utilizado para tratar el melanoma y el cáncer colorrectal. Este medicamento se utiliza específicamente en casos en los que la mutación BRAF V600E o V600K es positiva y no se puede eliminar mediante cirugía. Este medicamento se toma por vía oral.
Los efectos secundarios de este medicamento incluyen cansancio, náuseas, diarrea, dolor abdominal, sarpullido y dolor en las articulaciones; otros efectos secundarios pueden incluir sangrado, uveítis, prolongación del intervalo QT y otros tipos de cáncer. En aquellas personas con problemas hepáticos menores se debe utilizar una dosis menor. El uso de este medicamento durante el embarazo puede dañar al bebé. Es un inhibidor de la quinasa que bloquea la proteína BRAF. 
Este medicamento fue aprobado para uso médico en Estados Unidos y Europa en 2018. En el Reino Unido, durante 4 semanas, el NHS cuesta aproximadamente 5600 libras esterlinas. En Estados Unidos esta cantidad cuesta alrededor de 12 400 dólares estadounidenses.